# Probaryconus wanei
Probaryconus wanei är en stekelart som först beskrevs av Jean Risbec 1957.  Probaryconus wanei ingår i släktet Probaryconus och familjen Scelionidae. Inga underarter finns listade i Catalogue of Life.